# Gerhard Kruip

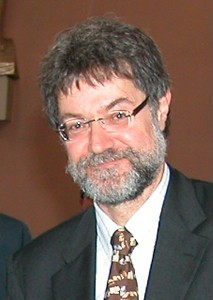
Gerhard Kruip, im Juni 2009

Gerhard Kruip (* 6. Februar 1957 in München) war bis 31. März 2024 Professor für Christliche Anthropologie und Sozialethik an der Johannes Gutenberg-Universität Mainz.

## Leben
Kruip studierte von 1975 bis 1981 Mathematik und Katholische Theologie in Würzburg und Paris. 1982/83 hatte er einen ersten längeren Forschungsaufenthalt in Mexiko.
Von 1985 bis 1995 war er wissenschaftlicher Assistent von Wilhelm Dreier am Lehrstuhl für Christliche Sozialwissenschaft der Katholisch-Theologischen Fakultät der Universität Würzburg, begleitet von zwei weiteren Forschungsaufenthalten in Mexiko 1991 und 1992. 1990 hatte er außerdem eine Gastdozentur in Salamanca (Spanien) inne.
1989 promovierte, 1995 habilitierte er sich in Würzburg. 1994 begann ein Lehrauftrag an der Theologischen Fakultät Fulda (bis 1997), 1995 ging er für eine Gastdozentur nach Jerusalem. Im gleichen Jahr wurde er Direktor der Katholischen Akademie für Jugendfragen in Altenberg (bis 2000). Seit 1996 war er gleichzeitig Privatdozent an der Universität Würzburg und nahm einen Lehrauftrag an der Universität Köln wahr. 2001 wurde er in Würzburg zum apl. Professor ernannt. Außerdem hatte er Lehraufträge an der Katholischen Hochschule für Sozialwesen Berlin (2000/2001) inne.
Seit Juni 2000 war Kruip Direktor des Forschungsinstituts für Philosophie Hannover. Am 8. Juni 2009 wurde er in dieser Funktion verabschiedet. Sein Nachfolger ist Jürgen Manemann. An der Universität Hannover (2001–2006) hatte er einen Lehrauftrag.
Seit dem 30. August 2006 ist Kruip in Mainz Universitätsprofessor für Christliche Anthropologie und Sozialethik. Von Oktober 2012 – September 2015 war er Dekan der Katholisch-Theologischen Fakultät und von Mai 2014 – September 2015 Dekan des Fachbereichs 01 (Katholische Theologie und Evangelische Theologie) der JGU Mainz.
Seit dem 1. April 2024 ist er in Ruhestand.

## Werk und Initiativen
Seit 2012 gibt Kruip im Auftrag der Europäischen Gesellschaft für Katholische Theologie die peer-reviewte theologische Fachzeitschrift ET-Studies heraus. Sie erscheint zweimal jährlich.
Kruip war Mitglied der Bioethikkommission des Landes Rheinland-Pfalz, Berater der Kommission VI, der Unterkommission für Kontakte mit Lateinamerika (jeweils 2006–2016), der Kommission XIII (Caritas-Kommission) und der Arbeitsgruppe Europa der Deutschen Bischofskonferenz (jeweils 2016–2020), Mitglied der Sachverständigengruppe Weltwirtschaft und Sozialethik der Deutschen Bischofskonferenz, deren Vorsitz er von Sommer 2003 bis Frühjahr 2008 innehatte. Außerdem ist er Mitglied und Beirat zahlreicher nationaler und internationaler Arbeitsgruppen, Kommissionen, Stiftungen und Gesellschaften und Verbände.
Seine Forschungsschwerpunkte liegen auf theoretischen und praktischen Gerechtigkeitsfragen, insbesondere unter dem Gesichtspunkt der Globalisierung, Armutsbekämpfung, Zivilgesellschaft, Sozialstaat und Demokratie, intergenerationeller Gerechtigkeit, Umwelt- und Klimaschutz. Besonders intensiv hat sich Kruip dabei mit den Ländern Bolivien und Mexiko sowie mit dem Verhältnis von Theologie der Befreiung in Lateinamerika und Katholischer Soziallehre auseinandergesetzt. Zuletzt beschäftigen sich zwei aus Drittmitteln finanzierte größere Projekte mit dem Menschenrecht auf Bildung (in Kooperation mit Marianne Heimbach-Steins, jetzt Universität Münster, Finanzierung durch die DFG) sowie mit der Entwicklung von Konzeptionen für die ethische Bildung in der allgemeinen Erwachsenenbildung (Finanzierung durch das BMBF, Projektträger: Katholische Bundesarbeitsgemeinschaft für Erwachsenenbildung). Das letztere der beiden Projekte setzt die wissenschaftliche Begleitung für den "Treffpunkt Ethik" fort, an der Kruip in den Jahren 2003–2006 arbeitete.
Im Jahr 2011 gehörte Kruip zur Initiativgruppe, die das Memorandum Kirche 2011: Ein notwendiger Aufbruch verfasst hat. Dieses Memorandum fordert tiefgreifende Reformen in der katholischen Kirche und wurde von über 300 Theologieprofessoren unterzeichnet, überwiegend aus dem deutschsprachigen Raum.
Ehrenamtlich koordiniert Kruip die Unterstützung für ein Entwicklungs- und Bildungsprojekt in Oaxaca, Mexiko, das von Antonio González und Luz Elena Moctezuma geleitet wird. Im Rahmen der Projektarbeit wird ein Kindergarten in Ocotlán betrieben. Außerdem unterstützt das Projekt vielfältige Basisinitiativen von Campesinos, Indígenas und kleinen Handwerkern und ein ökologisches Projekt, in dem durch den Bau von Staustufen und Regenrückhaltebecken die Grundwassersituation und damit auch das lokale Klima in Oaxaca verbessert werden soll. Gerhard Kruip versendet dazu jedes Jahr einen Weihnachtsrundbrief.
Im Oktober 2019 äußerte Kruip, dass in Lateinamerika die Menschen neben zölibatären Singlepriestern die kirchliche Erlaubnis für die Zulassung verheirateter römisch-katholischer Priester befürworteten.

## Schriften
Monographien:
- Kirche und Gesellschaft im Prozess ethisch historischer Selbstverständigung. Die mexikanische Kontroverse um die 'Entdeckung Amerikas'. Münster : Lit Verlag 1996 (Schriften des Instituts für Christliche Sozialwissenschaften der Westfälischen Wilhelms Universität Münster 34). XIV+414 S. (Doktorarbeit)
- Entwicklung oder Befreiung? Elemente einer Ethik sozialer Strukturen am Beispiel ausgewählter Stellungnahmen aus der katholischen Kirche Mexikos (1982 1987). Saarbrücken; Fort Lauderdale : Breitenbach, 1988. VI+597 S. (Habilitationsschrift)
- Darf man noch Fleisch essen? (Kirche und Gesellschaft Grüne Reihe, Nr. 440, hrsg. von der Katholischen

Sozialwissenschaftlichen Zentralstelle), J. P. Bachem Medien, Köln 2017, ISBN 978-3-7616-3192-8.
Herausgeberschaften
- Zus. m. Prcela, Frano (Hg.): Die Zukunft der Orden. Mit einem Geleitwort von Karl Kardinal Lehmann. Würzburg : Echter, 2016.
- Zus. mit Heimbach-Steins, Marianne; Wendel, Saskia (Hg.): "Kirche 2011 – ein notwendiger Aufbruch". Argumente zum Memorandum. Freiburg i. Br. : Herder, 2011.
- Zus. m. Heimbach-Steins, Marianne (Hg.): Kooperative Bildungsverantwortung. Sozialethische und pädagogische Perspektiven auf "Educational Governance". Bielefeld : W. Bertelsmann, 2011.
- Zus. m. Gisbertz, Helga; Tolksdorf, Markus (Hg.): Ethisches Lernen in der allgemeinen Erwachsenenbildung. Bielefeld : W. Bertelsmann, 2010.
- Zus. m. Heimbach-Steins, Marianne; Kunze, Axel-Bernd (Hg.): Bildungsgerechtigkeit – Interdisziplinäre Perspektiven. Bielefeld : W. Bertelsmann, 2009.
- Zus. m. Heimbach-Steins, Marianne; Kunze, Axel-Bernd (Hg.): Bildung, Politik und Menschenrecht. Ein ethischer Diskurs. Bielefeld : W. Bertelsmann, 2009.
- Zus. m.Heimbach-Steins, Marianne; Neuhoff, Katja (Hrsg.): Bildungswege als Hindernisläufe. Zum Menschenrecht auf Bildung in Deutschland. Bielefeld : W. Bertelsmann, 2008.
- Zus. m. Heimbach-Steins, Marianne; Kunze, Axel-Bernd (Hrsg.): Das Menschenrecht auf Bildung und seine Umsetzung in Deutschland. Diagnosen – Reflexionen – Perspektiven. Bielefeld : W. Bertelsmann, 2007.